# Ракитська Тетяна Леонідівна
Ракитська Тетяна Леонідівна (нар. 10 березня 1945, Вознесенськ) — український хімікиня. Доктор хімічних наук (1984); професорка; академік Академії інженерних наук України; керівниця наукової школи «Металокомплексні сполуки в каталізі». Заслужений діяч науки і техніки України (2009); володарка бронзової медалі Виставки досягнень народного господарства СРСР та знаку «Изобретатель СССР».

## Біографія
Т. Л. Ракитська народилася 10 березня 1945 р. у м. Вознесенську Миколаївської області. Закінчила школу в 1963 р. із золотою медаллю. Для здобуття вищої освіти обрала Одеський державний університет імені І. І. Мечникова (зараз — Одеський національний університет імені І. І. Мечникова), хімічний факультет, деканом якого був О. В. Богатський. Тетяна Леонідівна однаково добре навчалася з усіх загальних курсів хімії, але найбільший інтерес виявила до фізичної хімії, тому з другого курсу працювала у студентському науковому гуртку кафедри фізичної хімії, яку очолював відомий спеціаліст професор О. К. Давтян. Науковими керівниками дипломної роботи Т. Л. Ракитської були професор О. К. Давтян і доцент Ф. В. Макордей. Робота була спрямована на вивчення  фізико-хімічних властивостей нікелю Ренея, активного каталізатора окиснення  водню.
Т. Л. Ракитська одержала диплом з відзнакою за спеціальністю «хімік, фізико-хімік» і була рекомендована до аспірантури, але за сімейними обставинами вона з чоловіком і маленьким сином переїхала до м. Алма-Ати, де з березня 1969 р., як старший лаборант, розпочала роботу в лабораторії фізико-хімічних методів дослідження каталізаторів (група гомогенного каталізу) Інституту хімічних наук АН Казахстану. Через деякий час (грудень 1969 р.) лабораторія відокремилася в Інститут органічного каталізу і електрохімії, і Т. Л. Ракитська працювала в лабораторії гомогенного каталізу, яка складалася головним чином із молодих спеціалістів — випускників хімічних факультетів університетів. В лабораторії панувала творча атмосфера; працювали в галузі розробки металокомплексних каталізаторів низькотемпературного окиснення газоподібних токсичних речовин — фосфіну, монооксиду вуглецю, оксиду сірки та ін. 
Т. Л. Ракитська працювала над темою кандидатської дисертації «Окисление фосфина кислородом в присутствии комплексов железа йодидионов» (наукові керівники Д. В. Сокольский, Я. А. Дорфман). У травні 1972 року вона успішно захистила кандидатську дисертацію у Спеціалізованій раді Інституту хімічних наук АН Казахстану. Високо оцінив цю роботу спеціаліст із всесвітнім іменем М. І. Усанович. Після захисту дисертації Т. Л. Ракитська продовжує активно працювати молодшим науковим співробітником. 
У 1975 році у співавторстві Т. Л. Ракитська видала монографію «Протонно-апротонный катализ (в растворах)» головні ідеї якої далі знайшли розвиток у докторській дисертації.
З 1972 до 1975 року Т. Л. Ракитська активно впроваджувала результати дослідження  на підприємствах Казахстану, Росії та України. 
У 1976 році Т. Л. Ракитська повернулася до Одеси і на кафедрі хімічних методів захисту навколишнього середовища Одеського державного університету розпочала науково-педагогічну діяльність як старший науковий співробітник (1975—1978 роки), асистент (1978—1979 роки), доцент (1979—1985 роки) і професор (з 1985 року).
У квітні 1984 року в Спеціалізованій раді Інституту відбувся захист докторської дисертації на тему «Протонно-апротонный катализ реакций окисления фосфина растворенными и нанесенными координционными соединениями». Т. Л. Ракітській було присуджено науковий ступінь доктора хімічних наук за спеціальністю «хімічна кінетика і каталіз». В історії хімічного факультету Одеського університету Тетяна Леонідівна була першою жінкою-професором.

## Наукова діяльність
Галузь наукових інтересів Т. Л. Ракитської — кінетика, механізм низькотемпературних редокс-процесів, які каталізуються металокомплексними сполуками та розробка технології отримання високоефективних каталізаторів низькотемпературної очищення повітря від токсичних речовин.
У 1976 році Т. Л. Ракитська повернулася до Одеси і розпочала науково-педагогічну діяльність на кафедрі хімічних методів захисту навколишнього середовища Одеського державного університету. Кафедра, яку очолював професор А. А. Еннан, тоді була єдина в Україні і наукова тематика — фізико-хімічні основи уловлювання та утилізації газоподібних речовин — збігалася з науковими інтересами Т. Л. Ракитської. При підтримці професора А. А. Еннана роботи, що пов'язані з каталітичним знешкодженням найбільш поширених токсичних речовин, швидко розвивалися і це сприяло формуванню нового наукового напрямку — екологічного каталізу. Теоретичні дослідження в зазначеній галузі пов'язані головним чином з розробкою ефективних, нанесених на різні оксидні та вуглецеві носії металокомплексних каталізаторів, що при низьких температурах забезпечують очищення повітря від мікроконцентрацій фосфіну, монооксиду вуглецю, озону та інших токсикантів. Технічне рішення щодо втілення каталізаторів у засобах індивідуального захисту органів дихання робітників різних підприємств та у малогабаритних установках санітарної очищення повітря розроблялися під керівництвом професора А. А. Еннана.
З 1976 року Т. Л. Ракитська разом із співробітниками кафедри активно впроваджувала респіратори типу «Сніжок ГП-Є» і установки кранові для очистки повітря від фосфіну, парів фосфору і оксидів фосфору на підприємствах ВО «Союзфосфор» (Чимкент, Джамбул, Куйбишев). Вона безпосередньо в електротермічному цеху виробництва фосфору (Чимкент, Казахстан) здійснювала дослідження ефективності нових каталізаторів та методів комплексної очистки повітря від сукупності токсичних речовин, що містяться у відхідних газах фосфорного підприємства. Ідея степеневої схеми очистки повітря від аерозолів та токсичних газоподібних речовин, що мають різні фізико-хімічні властивості, реалізована також в установках з вузлом каталітичного окиснення монооксиду вуглецю на алюмінієвому підприємстві (Красноярськ).
Після захисту докторської дисертації Т. Л. Ракитська активно працювала, під її керівництвом захищено чотири кандидатські дисертації, в яких продовжилася розробка низькотемпературних каталізаторів екологічного призначення. Теоретичні досягнення узагальнено у двох монографіях, огляді, в 170 статтях, надрукованих в провідних наукових журналах; доповідалися на численних конференціях різного рівня. Оригінальність наукових досліджень підтверджено 40 авторськими свідоцтвами на винаходи, патентами України та Росії. Досягнення в галузі розробки каталізаторів та впровадження у виробництво відзначено бронзовою медаллю Виставки досягнень народного господарства СРСР (1974) та знаком «Изобретатель СССР» (1975).
Т. Л. Ракитська наполегливо працює над удосконаленням навчального процесу та відточує свою педагогічну майстерність. Розроблено і методично забезпечено авторські курси «Теоретичні основи хімії», «Екологічний каталіз». Видано 6 навчальних посібників, у тому числі чотири українською мовою.
Протягом багатьох років (до грудня 1997 року) Т. Л. Ракитська очолювала науково-методичну комісію на факультеті; вона — керівник робочої групи «Сорбційно-фільтруючі матеріали і каталізатори» секції «Техніка безпеки, гігієна та екологія у зварювальному виробництві» при Координаційній раді по зварюванню. У різні роки була експертом Міносвіти наукових проектів з екології. З 1992 року академік Академії інженерних наук України; з 1988 року — член Спеціалізованої ради з захисту докторських дисертацій, член редакційної колегії (відповідальний секретар) наукової збірки «Труды Института органического каталитза и электрохимии АН КазССР» (з 1970 до 1976 року); член редакційної колегії (з 1995 року) та науковий редактор (з 2002 року) видання «Вісник Одеського національного університету. Хімія»; член експертної ради з природничих наук і математики при Державній акредитаційній комісії України.

## Праці
- Протонно-апротонный катализ (в растворах) / Д. В. Сокольский, Я. А. Дорфман, Т. Л. Ракитская. — Алма-Ата: Наука КазССР, 1975. — 245 с.
- Катализаторы низкотемпературного окисления монооксида углерода / Т. Л. Ракитская, А. А. Эннан, В. Я. Паина. — М.: ЦИНТИХимнефтемаш, 1991. — 36 с.
- Физико-химические основы очистки газов от фосфина и фосфора / Т. Л. Ракитская, А. А. Эннан. — М.: ЦИНТИХимнефтемаш, 1992. — 95 с.
- Неорганическая химия (Теоретические основы неорганической химии) / Т. Л. Ракитская. — Киев: УМК ВО, 1992. — 192 с.
- Загальна хімія. Розчини та реакції у водних розчинах / Т. Л. Ракитська. — Київ: ІСІО, 1994. — 120 с.
- Семінарські заняття із загальної хімії / Т. Л. Ракитська. — Київ: ІСІО, 1994. — 117 с.
- Общая химия / Т. Л. Ракитская. — Київ: ИСИО, 1995. — 408 с.
- Загальна хімія / Т. Л. Ракитська. — Одеса: Астропринт, 2000. — 212 с.
- Низкотемпературная каталитическая очистка воздуха от монооксида углерода / Т. Л. Ракитская [и др.] ; НАН Украины, Физ.-хим. ин-т защиты окружающей среды и человека, Одес. нац. ун-т им. И. И. Мечникова. — Одесса: Экология, 2005. — 192 с.
- Фосфин. Физико-химические свойства и практические аспекты улавливания / Т. Л. Ракитская, А. А. Эннан ; Нац. акад. наук Украины, Физ.-хим. ин-т защиты окружающей среды и человека, Одес. нац. ун-т им. И. И. Мечникова. — Одесса: Астропринт, 2012. — 207 с.
- Адсорбция паров воды природными и модифицированными хлоридами марганца(ІІ) и кобальта(ІІ) сорбентами / Т. Л. Ракитская, А. С. Труба, А. А. Эннан, Р. М. Длубовский // Вопросы химии и химической технологии. — 2014. — № 1. — С. 131—135.
- Теоретические основы разработки нанесенных металлокомплексных катализаторов / Т. Л. Ракитская // Вісник Одеського національного університету. Серія: Хімія. — 2015. — Т. 20, Вип. 1. — С. 5—35.
- Фазовый состав и каталитическая активность наноструктурированных материалов на основе твердой составляющей сварочного аэрозоля / Т. Л. Ракитская, А. С. Труба, А. А. Эннан // Вопросы химии и химической технологии. — 2016. — № 1. — С. 29—34.